# Innocente (Falling in Love)
«Innocente (Falling in Love)» — первый сингл с альбома Poem группы Delerium, записанный при участии певицы Ли Нэш из поп-группы Sixpence None the Richer .
После огромного успеха сингла «Silence» эта песня также была выпущена с транс-ремиксом Lost Witness в качестве основной радиоверсии. Для Бельгии и Голландии в качестве радиоверсии использовался ремикс Tiësto. Другие официальные ремиксы были сделаны Mr. Sam и Deep Dish. Ремикс Маркуса Шульца официально так и не был выпущен.
Также был снят музыкальный клип. В нём певица Ли Нэш гуляет и ездит на машине по Торонто, а между кадрами с ней вставлены фрагменты из жизни нескольких влюбленных пар. Были отредактированы две версии: одна для ремикса Lost Witness, а другая для ремикса Tiësto.

## Список версий
Американский сингл — 2001
1. «Innocente» (Lost Witness Remix Radio Edit) — 3:33
2. «Innocente» (Deep Dish Gladiator Remix) — 12:00
3. «Innocente» (DJ Tiësto Remix) — 7:27
4. «Innocente» (Ремикс Lost Witness) — 8:32
5. «Innocente» (Mr. Sam’s The Space Between Us Remix) — 10:23

CD-сингл 1 для Великобритании — 2001
1. «Innocente» (Lost Witness Remix Radio Edit) — 3:33
2. «Innocente» (Deep Dish Gladiator Remix) (издание для Великобритании) — 10:59
3. «Innocente» (редактирование версии альбома) — 4:27

CD-сингл 2 для Великобритании — 2001
1. «Innocente» (Ремикс Lost Witness) — 8:32
2. «Innocente» (DJ Tiësto Remix) — 7:27
3. «Innocente» (Mr. Sam’s The Space Between Us Remix Edit) — 3:55

CD-сингл для Бенилюкса — 2001
1. «Innocente» (DJ Tiësto Remix Radio Edit) — 4:20
2. «Innocente» (DJ Tiësto Remix) — 7:27

CD-сингл (расширенная версия) для Бенилюкса — 2001
1. «Innocente» (DJ Tiësto Remix) — 7:27
2. «Innocente» (Mr. Sam’s The Space Between Us Remix) — 10:23
3. «Innocente» (Deep Dish Gladiator Remix) (издание для Великобритании) — 10:59
4. «Innocente» (Ремикс Lost Witness) — 8:32
5. «Innocente» (редактирование версии альбома) — 4:27

CD-сингл для Австралии — 2001
1. «Innocente» (Lost Witness Remix Radio Edit) — 3:25
2. «Innocente» (Ремикс Lost Witness) — 8:30
3. «Innocente» (Deep Dish Gladiator Remix) (издание для Великобритании) — 10:55
4. «Innocente» (DJ Tiësto Remix) — 7:20
5. «Innocente» (Mr. Sam’s The Space Between Us Remix) — 10:15

## Чарты
| Название чарта (2001)            | Наивысшая позиция |
| -------------------------------- | ----------------- |
| Belgium (Ultratop 50 Flanders)   | 16                |
| Belgium (Ultratop 50 Wallonia)   | 32                |
| Germany (Official German Charts) | 94                |
| Ireland (IRMA)                   | 19                |
| Netherlands (Dutch Top 40)       | 33                |
| Scotland (OCC)                   | 23                |
| UK Singles (OCC)                 | 32                |
| UK Dance (OCC)                   | 32                |
| UK Indie (OCC)                   | 4                 |
| US Billboard Hot Dance Club Play | 3                 |